# معركة مولدي
معركة مولودي واحدة من المعارك الرئيسية في عهد إيفان الرهيب وفي تاريخ خانية القرم. وقد نشبت بالقرب من قرية مولدي، 40 ميلا إلى الجنوب من موسكو، في يوليو-أغسطس 1572 بين جيش قوامه 120,000 حشده دولت كراي الأول خاقان شبه جزيرة القرم، وحوالي 60,000 من الروس بقيادة الأمير ميخائيل فورتنسكي. هزم جيش القرم تماما فأدى إلى تخلي كلا من السلطنة العثمانية وخان القرم، التابع لها، عن خططهما الطموحة للتوسع شمالا إلى روسيا إلى الأبد.
بينما روسيا القيصرية مشغولة بالحرب الليفونية، أمل خان القرم بتحقيق الربح على حدودها الجنوبية الضعيفة. في سياق ثلاث بعثات، حيث دمر دولت كراي الأول جنوب روسيا وحتى أنه نهب وحرق موسكو في (1571) في العام السابق. في 26 تموز 1572 جهز الخان جيشا كبيرا، ومجهز بالمدافع وعززه بالإنكشارية العثمانية وعبرت نهر أوكا بالقرب سرباخوف، أهلك الطليعة الروسية 200 رجل وتقدم نحو موسكو من أجل نهبها مرة أخرى. لم يعرف أن الروس قد أعدوا لمجابهته، وإقاموا تحصينات جديدة بعد نهر أوكا.
القوات الروسية، والتي تقدر بشكل متباين ما بين 60,000-70,000 رجل، وضعت تحت القيادة العليا للأمير ميخائيل فورتنسكي. قاد الأمير ربنين الجناح الأيسر، بينما قاد الجناح الأيمن الأمير اودوفسكي. في 30 تموز اشتبكت الجيوش بالقرب من نهر لوبسنيا (Lopasnya) دون استطلاع مسبق من قبل جيش القرم. واستمر القتال لعدة أيام، ووصل ذروته يوم 8 أغسطس. كمية كبيرة من القتال القريب جعلت مهارة التتار الشهيرة "في الرماية عديمة الفائدة، السيوف والرماح كانا السلاحين الأكثر استخداما. واستخدمت المدفعية أيضا من قبل الروس بفعالية كبيرة. وقد تقررت النتيجة من قبل أمير خفروستنين الذين إخترق الجيش ب (gulyay-gorod) التحصينات النقالة (المحصنات) وتسلل إلى عمق جيش التتر.
بعد المعركة، عاد فقط 20,000 الفرسان التتار والدعم العثماني إلى شبه جزيرة القرم، في حين ترك الخان خيمته وتمكن بالكاد من الفرار، في حين قُتِلَ أبنائه وحفيده.

## وصلات خارجية
- (بالإنجليزية) http://www.xenophon-mil.org/rushistory/battles/ivanbook.htm